# 주진우 (배우)
주진우(1993년 12월 17일 ~ )는 대한민국의 가수, 배우다. 2018년 싱글 앨범 [EVER]로 데뷔했다.

## 방송
- PRODUCE 101 시즌 2 (2017) - 발표순위 41위
- 온더캠퍼스 (2021) - 진우 역
- HEART SIGNAL JAPAN (2024)

## 공연
- 구내과병원 (2019)